# 公子范
公子范（？—前347年），战国时期赵国公子，生活在赵肃侯时代。
公子范是赵肃侯还是赵敬侯、赵成侯的公子，史书没有记载。前347年（周显王二十二年、赵肃侯三年），公子范发动兵变，袭击赵都邯郸，但是没有获胜，自己也兵败身死。次年，赵肃侯去朝觐周显王。